# Harpezocatantops stylifer
Harpezocatantops stylifer is een rechtvleugelig insect uit de familie veldsprinkhanen (Acrididae). De wetenschappelijke naam van deze soort is voor het eerst geldig gepubliceerd in 1877 door Krauss.